# 本間丈太郎
本間 丈太郎（ほんま じょうたろう）は、手塚治虫の漫画『ブラック・ジャック』に登場する架空の医師。

## 概要
幼少期に不発弾によって瀕死の重傷を負ったブラック・ジャックを治療した外科医であり、彼が医者になるきっかけを作った命の恩人である。作中では第29話「ときには真珠のように」で初登場し、ブラック・ジャックに看取られながら死亡するが、その後も第163話「本間血腫」などの回想シーンに登場する。
スターシステムにより配役されたキャラクターは『火の鳥』に登場する猿田である。

## 人物像
ブラック・ジャックの恩師として第一に名前が挙げられる人物だが、ブラック・ジャックと直接の師弟関係にはない。ブラック・ジャックは地方の三流医科大学の出身だが、本間は名門大学の出身であり、本間が技術面で指導した描写は存在しない。
テレビアニメ『ブラック・ジャック21』では、不死の研究「ノワール・プロジェクト」の主要メンバーとして描かれており、自身がプロジェクトで担当した臓器移植が原因のスキャンダルにより表舞台から姿を消したという設定に変更されている。作中では、ブラック・ジャックの手術はプロジェクトで人工臓器開発を担当していたシュタイン博士の薦めで行った事や、手術に際して彼から助言を受けていた事が明かされている。

## 家族
原作では山下クミという娘がおり、第87話「満月病」で登場する。中国から引き揚げて来たがすでに本間は亡くなった後であり彼の死に目には会えなかった。副腎腫瘍を発症し異常な肥満となってしまった彼女をブラック・ジャックは無償で手術する。治癒した後にブラック・ジャックと墓前で会うが、自らの出自を告げる事は無く去り、それ以降、原作では2度と登場しなかった。
テレビアニメ版では本間久美子という名の娘が登場するが、上記の山下クミとは名前だけでなく容姿やエピソードなども異なる。

## 登場話
以下の6話に登場する。なお、初登場話である第29話「ときには真珠のように」を除き、全て回想シーン中での登場である。
- 初出誌掲載号 ： 『週刊少年チャンピオン』（1973年 - 1983年、秋田書店）
- 新書 ： 少年チャンピオンコミックス『ブラック・ジャック』全25巻（1974年 - 1995年、秋田書店）
- 全集 ： 手塚治虫漫画全集『ブラック・ジャック』全22巻＋『鉄腕アトム』別巻1（1977年 - 1996年、講談社）
- 文庫 ： 秋田文庫「BLACK JACK」全17巻＋「TreasureBook」（1993年 - 2008年、秋田書店）
- 新装版 ： 少年チャンピオンコミックス・スペシャル『ブラック・ジャック』全17巻（2004年 - 2005年、秋田書店)
- 文庫全集 ： 手塚治虫文庫全集『ブラック・ジャック』全12巻＋『鉄腕アトム』別巻（2010年、講談社）
- 大全集版 ： 『ブラック・ジャック大全集』全15巻（2012年 - 2013年、復刊ドットコム）

| 話数    | 初出誌掲載号   | サブタイトル         | 新書 | 全集 | 文庫 | 新装版 | 文庫全集 | 大全集版 |
| ------- | -------------- | -------------------- | ---- | ---- | ---- | ------ | -------- | -------- |
| 第29話  | 1973年7月1日   | ときには真珠のように | 3    | 1    | 1    | 2      | 2        | 2        |
| 第54話  | 1974年12月23日 | アリの足             | 5    | 2    | 1    | 4      | 3        | 4        |
| 第99話  | 1975年11月24日 | 友よいずこ           | 8    | 3    | 2    | 7      | 5        | 6        |
| 第163話 | 1977年3月14日  | 本間血腫             | 15   | 9    | 13   | 12     | 8        | 10       |
| 第202話 | 1978年2月13日  | 20年目の暗示         | 22   | 21   | 15   | 14     | 10       | 13       |
| 第229話 | 1978年9月18日  | 人生という名のSL     | 20   | 18   | 11   | 16     | 11       | 14       |

## 本間丈太郎を演じた人物

### アニメ声優
- 阪脩 - 『ブラック・ジャック』（2004年10月 - 2006年3月）、『ブラック・ジャック21』（2006年4月 - 2006年9月）
- 青野武 - 『ブラック・ジャック』（インターネットアニメ版、2001年）

### 実写俳優
- 藤岡弘、 - オリジナルビデオ版（1996年）
- 市村正親 - 日本テレビスペシャルドラマ版（2011年）